# Leidi van der Veen
Leidi van der Veen - de Jonge (Weiteveen, 1942 - Veenoord, 23 oktober 2021) was een Nederlandse weervrouw. Zij presenteerde gedurende een periode van 25 jaar het weer bij RTV Drenthe. Daarnaast was zij trouwambtenaar in Sleen.
Leidi van der Veen groeide op in Drenthe, waar haar vader werkzaam was als veenarbeider. Tijdens haar jeugd ontwikkelde ze, mede dankzij haar vader, een grote interesse in het weer.
In 1972 trouwde zij met Henk van der Veen. Hun gezamenlijke interesse voor het weer bracht het echtpaar ertoe om in de achtertuin een weerhut te bouwen. Later richtten zij in huis een weerkamer in. Voor lokale media verzorgden zij regelmatig weerberichten, zoals voor Radio Emmen en Radio Coevorden. Ze leerden tevens weerman Jan Pelleboer kennen en hij schoof Leidi naar voren als zijn mogelijke opvolger. Toen Pelleboer in 1992 overleed, volgde Leidi hem inderdaad op bij RTV Drenthe. Aanvankelijk bracht ze de weerberichten alleen op de radio, later kwam daar ook televisie bij. Zij sloot elke uitzending af met een al dan niet zelfbedachte weerspreuk in het Drents.
Op 28 april 2017 bracht zij haar laatste weerbericht bij de zender.
Leidi van der Veen overleed in 2021 op 79-jarige leeftijd.